# Толмен, Ричард Чейс
Роберт Чейс Толмен (англ. Richard Chace Tolman; 4 марта 1881 — 5 сентября 1948) — американский физик-математик и физико-химик, специализировавшийся на статистической механике. Он также сделал важный вклад в теоретическую космологию в период, последовавший за открытием Эйнштейном общей относительности. Он был профессором физической химии и математической физики в Калифорнийском технологическом институте.

## Биография
Толмен родился в посёлке Уэст-Ньютон (штат Массачусетс). Его брат, Эдвард Чейс Толмен, стал известным психологом-бихевиористом. Ричард изучал химическое машиностроение в Массачусетском технологическом институте, он получил степень бакалавра в 1903 году и степень доктора философии в 1910. 1904 год он провёл в Берлине. В период с 1910 по 1914 годы он работал в университетах Мичигана, Цинциннати, Беркли и Иллинойса.
В 1912 году он ввёл понятие релятивистской массы, записав что «выражение {\displaystyle m_{0}(1-v^{2}/c^{2})^{-1/2}} наиболее подходит для [этой] массы движущегося тела». В эксперименте 1916 года Толмен окончательно доказал, что электричество представляет собой поток электронов, движущихся по металлическому проводнику. Побочным продуктом эксперимента была измеренная масса электрона. Однако в целом Толмен известен, прежде всего, как теоретик.
В 1922 году Толмен был избран членом Американской академии искусств и наук. В тот же год он перевёлся на факультет Калифорнийского технологического института («Калтеха»), где он стал профессором физической химии и математической физики, а затем — деканом последипломного курса (начальником отдела магистратуры и аспирантуры). Одним из студентов Толмена в Калтехе был Лайнус Полинг, который слушал у него курс доволновой квантовой механики.
В 1927 году Толмен опубликовал учебник по статистической механике под названием «Статистическая механика и её применение в физике и химии», основывающийся на старой теории квантовой механики Макса Планка, Альберта Эйнштейна, Нильса Бора и Арнольда Зоммерфельда. В 1938 году он написал совершенно новую книгу, «Принципы статистической механики», детально исследующую применение статистической механики как к классическим, так и к квантовым системам. Этот учебник оставался базовым по этому предмету долгие годы, и всё ещё представляет интерес в наши дни.
В последующие годы своей карьеры Толмен чрезвычайно заинтересовался применением термодинамики для релятивистских систем и в космологии, что вылилось в написание в 1934 году монографии «Теория относительности, термодинамика и космология». В этой книге показано, что излучение абсолютно чёрного тела в условиях расширяющейся Вселенной остывает, но остаётся тепловым — что являлось важным результатом для определения свойств фонового космического радиоизлучения. Его исследование гипотезы осциллирующей Вселенной, предложенной Эйнштейном в 1930 году, стало причиной спада интереса к ней вплоть до конца 1960-х годов.
В период Второй мировой войны он служил научным советником при генерале Лесли Гровсе в Манхэттенском проекте, а также был вице-председателем Национального комитета оборонных исследований. В 1945 году он стал старшим техническим советником при Бернарде Барухе, представителе США в Комиссии по атомной энергии ООН, а позже — председателем Комитета по рассекречиванию (Declassification Committee) Комиссии по атомной энергии США.
В честь учёного была учреждена медаль, ежегодно вручаемая Южнокалифорнийским отделением Американского химического общества «в знак признания выдающегося вклада в химию».